# Joaquim Borralleras i Gras
Joaquim Borralleras i Gras (Barcelona, 30 de desembre de 1880 - Barcelona, 3 de desembre de 1946) metge de formació, va ser un promotor d'activitats literàries i artístiques barcelonines.
Va néixer al carrer Balmes, 6 de Barcelona el 30 de desembre de 1880. Fill de Vicenç Borralleras i Noguer natural de Prats de Lluçanès i de Teresa Gras i Biscarrués natural de Reus.
Fou animador de l'Associació Wagneriana de Barcelona, del Premi Joan Crexells de narrativa i de la penya de l'Ateneu Barcelonès, que formà amb Josep Maria de Sagarra, Francesc Pujols, Alexandre Plana i d'altres.
Fou secretari de la Junta de Museus de Barcelona els períodes del 1931 al 1939 i del 1945 al 1946.
El 1933 col·laborà en l'adquisició de la col·lecció d'obres d'art de Lluís Plandiura. Durant la guerra civil espanyola contribuí al salvament d'obres d'art.
Va viure la major part de la seva vida al carrer del bisbe nº2, 3r-1a de Barcelona.
Va ser un dels dos padrins que van avalar Josep Pla per poder formar part de l'Ateneu Barcelonès.